# 黃木添
黃木添（1936年11月10日—），中華民國（台灣）政治人物，桃園市人。曾代表中國國民黨當選為第八、九、十屆台灣省議會議員，凍省後當選為第四屆立法委員。
2001年立法委員選舉，向來支持黃木添的桃園縣黃氏宗親會，在台灣團結聯盟黃主文的運作下，要求他以無黨籍身份參選。他考量年齡及局勢後，放棄競選連任，並逐漸退出政壇。後來黃氏宗親會支持同為國民黨員的桃園縣議會副議長黃金德，退黨改披台聯戰袍參選，但未當選。